# Malatya
Malatya (tiếng Hittite: Milid hay Maldi, nghĩa là "Thành phố mật ong") là một thành phố tự trị (büyük şehir) đồng thời cũng là một tỉnh (il) của Thổ Nhĩ Kỳ. Thành phố nằm trong một khu vực núi non ở độ cao 954 mét trên mực nước biển.

## Hành chính
Trước năm 2012, trung tâm tỉnh Malatya trước đây là thành phố tỉnh lỵ (merkez ilçesi) Malatya. Năm 2012, Thổ Nhĩ Kỳ thông qua luật công nhận các tỉnh có dân số trên 750.000 người là những thành phố tự trị (büyükşehir belediyeleri). Theo đó, thành phố tỉnh lỵ cũ được giải thể và chia về cho các huyện. Hiện tại, thành phố chỉ còn 13 huyện hành chính:
- Akçadağ
- Arapgir
- Arguvan
- Battalgazi
- Darende
- Doğanşehir
- Doğanyol
- Hekimhan
- Kale
- Kuluncak
- Pütürge
- Yazıhan
- Yeşilyurt

## Khí hậu
| Dữ liệu khí hậu của Malatya                  | Dữ liệu khí hậu của Malatya | Dữ liệu khí hậu của Malatya | Dữ liệu khí hậu của Malatya | Dữ liệu khí hậu của Malatya | Dữ liệu khí hậu của Malatya | Dữ liệu khí hậu của Malatya | Dữ liệu khí hậu của Malatya | Dữ liệu khí hậu của Malatya | Dữ liệu khí hậu của Malatya | Dữ liệu khí hậu của Malatya | Dữ liệu khí hậu của Malatya | Dữ liệu khí hậu của Malatya | Dữ liệu khí hậu của Malatya |
| Tháng                                        | 1                           | 2                           | 3                           | 4                           | 5                           | 6                           | 7                           | 8                           | 9                           | 10                          | 11                          | 12                          | Năm                         |
| -------------------------------------------- | --------------------------- | --------------------------- | --------------------------- | --------------------------- | --------------------------- | --------------------------- | --------------------------- | --------------------------- | --------------------------- | --------------------------- | --------------------------- | --------------------------- | --------------------------- |
| Cao kỉ lục °C (°F)                           | 15.4 (59.7)                 | 20.3 (68.5)                 | 27.2 (81.0)                 | 33.7 (92.7)                 | 36.0 (96.8)                 | 40.0 (104.0)                | 42.5 (108.5)                | 42.7 (108.9)                | 39.5 (103.1)                | 34.4 (93.9)                 | 25.0 (77.0)                 | 18.0 (64.4)                 | 42.7 (108.9)                |
| Trung bình ngày tối đa °C (°F)               | 4.5 (40.1)                  | 6.9 (44.4)                  | 13.0 (55.4)                 | 19.0 (66.2)                 | 24.6 (76.3)                 | 30.6 (87.1)                 | 34.9 (94.8)                 | 34.8 (94.6)                 | 29.8 (85.6)                 | 22.3 (72.1)                 | 12.9 (55.2)                 | 6.0 (42.8)                  | 19.9 (67.8)                 |
| Trung bình ngày °C (°F)                      | 0.8 (33.4)                  | 2.4 (36.3)                  | 7.7 (45.9)                  | 13.2 (55.8)                 | 18.2 (64.8)                 | 23.7 (74.7)                 | 27.8 (82.0)                 | 27.8 (82.0)                 | 23.0 (73.4)                 | 16.2 (61.2)                 | 8.0 (46.4)                  | 2.5 (36.5)                  | 14.3 (57.7)                 |
| Tối thiểu trung bình ngày °C (°F)            | −2.1 (28.2)                 | −1.3 (29.7)                 | 3.0 (37.4)                  | 7.7 (45.9)                  | 12.2 (54.0)                 | 16.9 (62.4)                 | 20.7 (69.3)                 | 20.9 (69.6)                 | 16.4 (61.5)                 | 10.8 (51.4)                 | 4.0 (39.2)                  | −0.2 (31.6)                 | 9.1 (48.4)                  |
| Thấp kỉ lục °C (°F)                          | −19.5 (−3.1)                | −21.2 (−6.2)                | −13.9 (7.0)                 | −6.6 (20.1)                 | 0.1 (32.2)                  | 4.9 (40.8)                  | 10.0 (50.0)                 | 9.3 (48.7)                  | 3.2 (37.8)                  | −1.2 (29.8)                 | −12.0 (10.4)                | −22.2 (−8.0)                | −22.2 (−8.0)                |
| Lượng Giáng thủy trung bình mm (inches)      | 40.6 (1.60)                 | 41.5 (1.63)                 | 43.3 (1.70)                 | 49.5 (1.95)                 | 45.0 (1.77)                 | 13.6 (0.54)                 | 4.6 (0.18)                  | 3.3 (0.13)                  | 10.8 (0.43)                 | 35.1 (1.38)                 | 37.4 (1.47)                 | 41.1 (1.62)                 | 365.8 (14.40)               |
| Số ngày giáng thủy trung bình                | 8.80                        | 8.43                        | 9.43                        | 9.67                        | 9.23                        | 3.93                        | 1.10                        | 1.00                        | 2.40                        | 6.80                        | 6.93                        | 8.30                        | 76.0                        |
| Số giờ nắng trung bình tháng                 | 111.6                       | 130.0                       | 180.0                       | 217.0                       | 275.9                       | 327.0                       | 365.8                       | 350.3                       | 303.0                       | 232.5                       | 162.0                       | 102.3                       | 2.757,4                     |
| Số giờ nắng trung bình ngày                  | 3.6                         | 4.6                         | 6.0                         | 7.0                         | 8.9                         | 10.9                        | 11.8                        | 11.3                        | 10.1                        | 7.5                         | 5.4                         | 3.3                         | 7.5                         |
| Nguồn: Cơ quan Khí tượng Nhà nước Thổ Nhĩ Kỳ |                             |                             |                             |                             |                             |                             |                             |                             |                             |                             |                             |                             |                             |